# 완서우루역
완서우루역(중국어 간체자: 万寿路站, 정체자: 萬壽路站, 병음: Wànshòulù Zhàn)은 중화인민공화국 베이징시에 있는 베이징 지하철 1호선의 역이다. 역 번호는 109이다.

## 역 구조
| (상행) | ■ 1호선 | 핑궈위안 방면                     |
| (하행) | ■ 1호선 | 푸싱먼 · 지엔궈먼 · 스후이둥 방면 |

## 역 주변
- 중화인민공화국 지진국

## 인접 역
| 베이징 지하철 1호선  | 베이징 지하철 1호선   | 베이징 지하철 1호선  |
| -------------------- | --------------------- | -------------------- |
| 우커숭 핑궈위안 방면 | ■ 베이징 지하철 1호선 | 궁주펀 스후이둥 방면 |